# Don't Call Me Up
«Don't Call Me Up» — пісня англійської співачки Мейбел, у 2019 включена до перевипуску її дебютного мікстейпу, Ivy to Roses, та дебютного альбому, High Expectations. Була випущена під лейблом Polydor Records 18 січня 2019.

## Чарти
| Чарт (2019)                               | Найвища позиція |
| ----------------------------------------- | --------------- |
| Австралія (ARIA)                          | 18              |
| Австрія (Ö3 Austria Top 75)               | 19              |
| Бельгія (Ultratop Flanders)               | 3               |
| Бельгія (Ultratop Wallonia)               | 6               |
| Болгарія (PROPHON)                        | 4               |
| Канада (Canadian Hot 100)                 | 53              |
| Канада (CHR/Top 40) (Billboard)           | 27              |
| Канада (Hot AC) (Billboard)               | 48              |
| Хорватія (HRT)                            | 19              |
| Чехія (IFPI)                              | 34              |
| Чехія (Singles Digitál Top 100)           | 22              |
| Данія (Tracklisten)                       | 6               |
| Естонія (IFPI)                            | 8               |
| Euro Digital Songs (Billboard)            | 8               |
| Фінляндія (Suomen virallinen lista)       | 6               |
| Франція (SNEP)                            | 69              |
| Німеччина (Official German Charts)        | 16              |
| Greece International (IFPI Greece)        | 6               |
| Угорщина (Stream Top 40)                  | 10              |
| Ісландія (Plötutíðindi)                   | 33              |
| Іралндія (IRMA)                           | 3               |
| Італія (FIMI)                             | 23              |
| Mexico Ingles Airplay (Billboard)         | 6               |
| Нідерланди (Dutch Top 40)                 | 2               |
| Нідерланди (Mega Single Top 100)          | 2               |
| Нова Зеландія (Recorded Music NZ)         | 21              |
| Норвегія (VG-lista)                       | 3               |
| Польща (Polish Airplay Top 100)           | 23              |
| Португалія (AFP)                          | 43              |
| Румунія (Airplay 100)                     | 26              |
| Russia Airplay (Tophit)                   | 4               |
| Шотландія (Official Charts Company)       | 9               |
| Словаччина (IFPI)                         | 89              |
| Словаччина (Singles Digitál Top 100)      | 15              |
| Словенія (SloTop50)                       | 15              |
| Швеція (Sverigetopplistan)                | 10              |
| Швейцарія (Media Control AG)              | 9               |
| Велика Британія (Official Charts Company) | 3               |
| Велика Британія (UK R&B Chart)            | 1               |
| Ukraine Airplay (Tophit)                  | 67              |
| США (Billboard Hot 100)                   | 80              |
| США (Hot Dance Airplay) (Billboard)       | 30              |
| США (Mainstream Top 40) (Billboard)       | 19              |

## Сертифікації
| Регіон | Сертифікація | Продажі |
| --- | ------------ | ------- |
| Австралія (ARIA)                                                                                                 | Золотий      | 35,000  |
| Велика Британія (BPI)                                                                                            | Золотий      | 400,000 |
| ^відвантаження, що базуються лише на сертифікаціях · продажі+прослуховування, що базуються лише на сертифікаціях |              |         |